# Apachnas
Apachnas, auch Apachnan, war ein altägyptischer Hyksoskönig (Pharao) der 15. Dynastie, welcher von ca. 1619 bis um 1610 v. Chr. (Franke: 1602–1594 v. Chr.) regierte.
Apachnas ist, wie sein Vorgänger Beon, hieroglyphisch nicht nachgewiesen. Nach Manetho betrug seine Regierungszeit 36 Jahre und 7 Monate, dem Königspapyrus Turin zufolge hingegen nur 8 Jahre und 3 Monate. Jürgen von Beckerath identifiziert ihn mit Jaqobher/Meri-user-Re, der Ägyptologe William A. Ward mit König Aamu.